# Born to Touch Your Feelings
Born to Touch Your Feelings es un álbum recopilatorio de la banda alemana de hard rock y heavy metal Scorpions, publicado en 1995 por RCA Records. Contiene canciones editadas en los discos de estudio lanzados entre 1974 y 1977, precisamente por ese sello discográfico. Además de dos pistas en directo extraídas del álbum en vivo Tokyo Tapes de 1978 y una versión remasterizada de «Born to Touch Your Feelings» de Taken by Force de 1977.

## Lista de canciones
| N.º | Título                                        | Escritor(es)              | Duración |  |
| 1.  | «Steamrock Fever»                             | Schenker, Meine           | 3:36     |  |
| 2.  | «Pictured Life»                               | Schenker, Meine, Roth     | 3:22     |  |
| 3.  | «Robot Man»                                   | Schenker, Meine           | 2:41     |  |
| 4.  | «Backstage Queen»                             | Schenker, Meine           | 3:10     |  |
| 5.  | «Hell-Cat»                                    | Roth                      | 2:55     |  |
| 6.  | «He's a Woman She's a Man»                    | Schenker, Meine, Rarebell | 3:14     |  |
| 7.  | «In Trance»                                   | Schenker, Meine           | 4:42     |  |
| 8.  | «Dark Lady»                                   | Roth                      | 3:25     |  |
| 9.  | «The Sails of Charon»                         | Roth                      | 4:21     |  |
| 10. | «Virgin Killer»                               | Roth                      | 3:41     |  |
| 11. | «Top of the Bill»                             | Schenke, Meine            | 3:23     |  |
| 12. | «They Need a Million»                         | Schenker, Meine           | 4:50     |  |
| 13. | «Longing for Fire»                            | Schenker, Roth            | 2:42     |  |
| 14. | «Catch Your Train»                            | Schenker, Meine           | 3:34     |  |
| 15. | «Speedy's Coming» (en vivo)                   | Schenker, Meine           | 3:40     |  |
| 16. | «Crying Days»                                 | Schenker, Meine           | 4:36     |  |
| 17. | «All Night Long» (en vivo)                    | Meine, Roth               | 3:11     |  |
| 18. | «This is My Song»                             | Schenker, Meine           | 4:12     |  |
| 19. | «Sun in My Hand»                              | Roth                      | 4:20     |  |
| 20. | «Born to Touch Your Feelings» (remasterizado) | Schenker, Meine           | 7:01     |  |